# She Will Be Loved
She Will Be Loved е третият сингъл от дебютния албум на Maroon 5 Songs About Jane. Издаден през 2004, сингълът достига до номер 5 в САЩ и се превръща във втория сингъл на групата в Топ 10. Той също така достига до 4 място във Великобритания. Песента достига до номер 1 в Австралия и остава на върха в 5 непоследователни седмици. В Латинска Америка се превръща във втория сингъл на Maroon 5 в Топ 3, достигайки 2 място. Сингълът се отличава и с това, че във видеото участва Кели Престън.

## Списък с песните
1. She Will Be Loved
2. "This Love (Ремикс на Kanye West)"
3. "Closer (Акустична версия от изпълнение на живо)"

## Класации
| Класация (2004)                                 | Най-висока позиция |
| ----------------------------------------------- | ------------------ |
| Billboard Hot 100 (САЩ)                         | 5                  |
| UK Singles Chart (Великобритания)               | 4                  |
| United World Chart (Световна класация)          | 1                  |
| Italy Singles Chart (Италия)                    | 3                  |
| New Zealand RIANZ Singles Chart (Нова Зеландия) | 18                 |
| Australian ARIA Singles Chart (Австралия)       | 1                  |
| Austrian Singles Chart (Австрия)                | 27                 |
| Swiss Singles Chart (Швейцария)                 | 18                 |
| Germany Singles Chart (Германия)                | 25                 |
| Belgian Singles Chart (Белгия)                  | 27                 |
| Irish Singles Chart (Ирландия)                  | 3                  |
| French Singles Chart (Франция)                  | 23                 |
| Dutch Singles Chart (Холандия)                  | 6                  |
| Finland Singles Chart (Финландия)               | 5                  |
| Latin America Top 40 (Латинска Америка)         | 2                  |